# Cushna
Cushna, jedna od skupina Maidu Indijanaca, jezična porodica Pujunan, sa South Forka rijeke Yuba u okrugu Sierra, Kalifornija. Populacija im je 1850. iznosila 600.